# Maslenica
Maslenica is een havenplaats aan de Adriatische kust van Kroatië, gelegen in de provincie Zadar, in de gemeente Jasenice. De naam verwijst naar olijfbomen. Maslenica ligt aan de Zee van Novigrad, een binnenzee die begint bij de Maslenicabrug. Deze brug overspant een zeestraat tussen het Velebitkanaal en de binnenzee en speelde een belangrijke rol in de Kroatische onafhankelijkheidsoorlog.

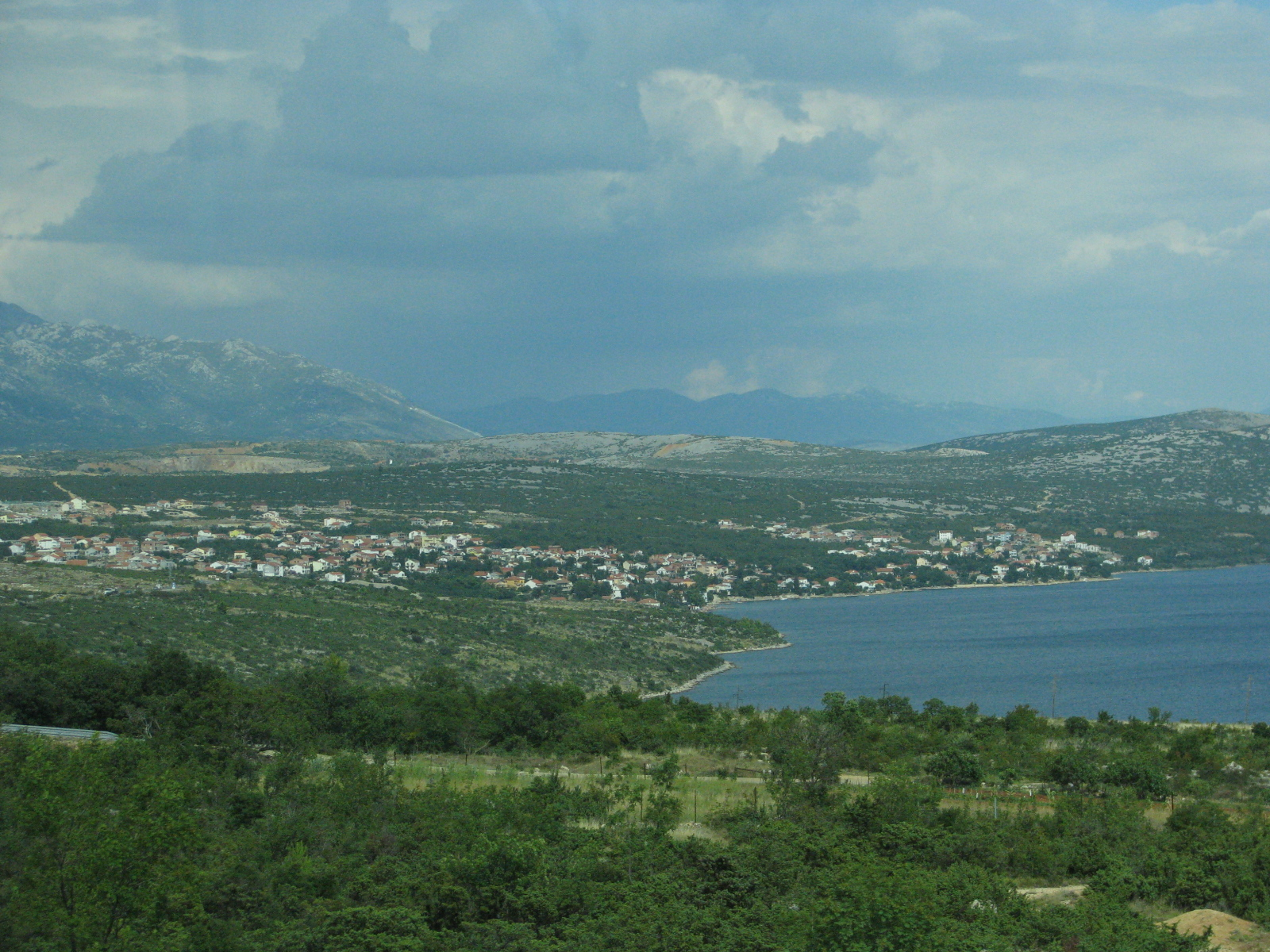
Uitzicht over Maslenica, 2011

## Klimaat
Het klimaat wordt bepaald door de ligging van het Velebitgebergte, en de felle landwinden die langs de kust voorkomen,  bora genaamd. Maslenica kent een Mediterraan klimaat waardoor groei van palmbomen en agaves mogelijk is.

## Geschiedenis
In het gebied rond Maslenica loopt een Romeinse route naar de berg Mali Alan. Op een kaart uit circa 1805 staat op de plek van Maslenica de plaatsnaam Pozzo vermeld.
In de jaren zestig fungeerde Maslenica als haven voor Russische schepen die bauxiet uit een mijn bij Obrovac vervoerden.
De eerste keer dat Maslenica in Nederlandse media genoemd is, was in een advertentie uit 1969 van het Nationaal Joegoslavisch Verkeersbureau. De tweede keer betrof een artikel uit de Leeuwarder Courant over Artsen zonder Grenzen die een verkenningsteam stuurden na het oprukken van Servische milities op 11 september 1991.